# ICESat
ICESat（アイスサット）はアメリカ合衆国のNASAによって打ち上げられた地球観測衛星。レーザー高度計（ライダー）を搭載して極地における氷床と海氷の厚さを計測し、地球温暖化の影響を見積もる基礎データを収集した。またレーザー高度計の観測結果からは、雲とエアロゾルの鉛直構造、海面の水準変動、土地の標高および植生に関する情報も取得される。
ICESatは「Ice, Cloud, and Land Elevation Satellite」の略である。

## 概要
ICESatはNASAの地球科学事業(Earth Science Enterprise)の一環として1998年に計画された。ライダーを地球科学に応用した最初の人工衛星である。ボール・エアロスペース&テクノロジーズ社の衛星プラットフォームBCP-2000にゴダード宇宙飛行センターで製作された地球科学レーザ高度計システム(GLAS)を搭載。2003年1月13日にヴァンデンバーグ空軍基地よりデルタ IIによって小型衛星CHIPSatと共に打ち上げられ、高度590km、軌道傾斜角94度の近極軌道へ投入された。
設計寿命3年、運用目標5年のミッション中にGLASのレーザー発振モジュール3基を順次使用する計画であったが、1基目のレーザーが最初の観測周期で故障したため、残り2基のレーザーを使用し、33日間の観測を年に2～3回のペースで行うスケジュール再設定が行われた。この断続的な運用によって2003年2月から2009年10月まで7年以上にわたり、南北両極とグリーンランドに存在する氷の経年変化データを収集したが、2010年2月には使用寿命を越えたレーザーが出力低下の限界に達し運用継続を断念。2010年6月23日に衛星処分のため制動噴射が開始され、8月30日に大気圏に突入しバレンツ海へ落下した。
後継となるICESat-2が計画中であるが、その打ち上げは早くとも2016年となり、気候変動の研究において重要な役割を占めるに至ったICESatのデータ取得には6年以上のブランクが生じることとなる。この間隙を埋めるため、NASAはライダー搭載の航空機による極地の観測飛行「Operation IceBridge」を実施している。

## 観測成果
ICESatによってもたらされた観測データは米国氷雪データセンター(NSIDC)を通じて公開され、世界各国の研究者が利用可能となっている。その分析から得られた知見は極圏における氷床と海氷の急速な減少を定量的に裏付けることとなった。2008年11月、南極バード氷河において、2005年から2007年にかけて氷下湖で融けた氷が洪水を起こして氷河の流失が10パーセント加速しているというメイン大学研究チームの調査結果が報じられた。
2009年7月にはジェット推進研究所によって冬季における北極の海氷が2004年から2008年にかけて68cm薄くなり、多年氷の面積が154万平方km縮小しているという研究結果が発表されている。2012年4月25日付のネイチャー誌に発表されたイギリス南極調査研究所(British Antarctic Survey)の分析は、ICESatによる450万回の計測データを時系列に沿って解析した結果として、南極の棚氷54箇所のうち20箇所において、海流温度の上昇によって棚氷の下面からの溶融が加速されているとしている。
また、ICESatによって得られた植生データからは、地球全球をカバーする森林地図が作成され2010年7月に発表された。この成果は他の衛星2基(Terra、Aqua)とのデータを総合したものである。

## 観測機器
- 地球科学レーザ高度計システム GLAS (Geoscience Laser Altimeter System)

リモートセンシング用に設計されたライダー。Nd:YAGレーザーを使用し、赤外線（1064nm）と可視緑色光（532nm）の2波長でレーザーパルスを鉛直下方へ照射する。毎秒40回照射されるレーザー光は地表面で直径70m、間隔170mのスポットとなり、その反射と散乱光を口径1mの反射望遠鏡で捉え高度を計測する。装置重量は300kg。